# ヌント
ヌント(NuntまたはNoent)は、ユダヤ料理に起源を持つヌガーに似たペイストリーである。近所や友人に手作りの菓子を送る習慣のある、ユダヤ教のプーリームの祭りの際に食べられる。伝統的に、色の濃い甘露蜜を砂糖とともに加熱し、粗く刻んだクルミと混ぜる。これを濡れた滑らかな板の上か油を塗った大理石の板の上に放置して冷やし、小さな菱形に切り分ける。
ポピーシード or honey enriched with ginger (ingberlach),やショウガ、ゴマやゴマペーストを加えたものもある。